# Белгородское княжество
Белгородское княжество (XII—XIII века) — древнерусское удельное княжество времён феодальной раздробленности на Руси. Его столицей был Белгород-Киевский — в те дни город носил название Белгород.

## История
В 991 году великий князь Владимир Святославич заложил на берегу реки Ирпени крепость и назвал её Белгородом. Белгородское княжество не имело самостоятельного значения, столица его служила форпостом на подступах к Киеву. Белгород был резиденцией киевских князей, убежищем во время междоусобиц. В 1117 году Владимир Мономах посадил в Белгороде старшего сына Мстислава.
В 1240 году Белгород-Киевский был разорён в ходе монгольского нашествия на Русь. После этого ни город, ни княжество в летописях не упоминаются. На сегодняшний день от них осталось только городище рядом с городом Белогородка.

## Известные князья
| Имя                           | Годы правления |
| ----------------------------- | -------------- |
| Мстислав Владимирович Великий | 1117—1125      |
| Святослав Ольгович            | 1141—1146      |
| Борис Юрьевич                 | 1149 —1150     |
| Мстислав Ростиславич Храбрый  | 1161—1161      |
| Мстислав Ростиславич Храбрый  | 1171—1173      |
| Рюрик Ростиславич             | 1173—1194      |
| Глеб Святославич              | 1205—1205      |
| Мстислав Романович Старый     | 1206—1207      |